# Ronnie Rooke
Ronald Leslie Rooke, detto Ronnie (Guildford, 7 dicembre 1911 – Bedford, 9 giugno 1985), è stato un calciatore e allenatore di calcio inglese, di ruolo attaccante.

## Carriera
Possedeva numerosissime scarpe di calcio, che curava quotidianamente. Nella sua carriera segnò oltre 300 reti.

## Palmarès

### Giocatore

#### Competizioni nazionali
- Campionato inglese: 1

Arsenal: 1947-1948
- Community Shield: 1

Arsenal: 1948